# Megalonema pauciradiatum
Megalonema pauciradiatum är en fiskart som beskrevs av Eigenmann, 1919. Megalonema pauciradiatum ingår i släktet Megalonema och familjen Pimelodidae. Inga underarter finns listade i Catalogue of Life.